# Femminismo in Giappone

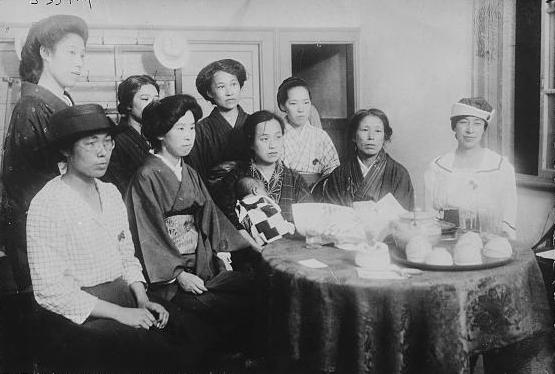
Un gruppo di donne riunito a Tokyo per spingere per il suffragio universale.

Il femminismo in Giappone è iniziato alla fine del XIX secolo, verso la fine del periodo Edo. Ci sono testimonianze riguardo ai diritti delle donne che risalgono all'antichità. Il movimento iniziò a prendere slancio dopo che il pensiero occidentale fu portato in Giappone durante la Restaurazione Meiji nel 1868. Il femminismo giapponese differisce dal femminismo occidentale nel senso che c'è meno enfasi sull'autonomia individuale.
Prima della fine del XIX secolo, le donne giapponesi erano legate al tradizionale sistema patriarcale in cui i membri maschi anziani della famiglia mantengono la propria autorità nella famiglia. Dopo le riforme portate dalla restaurazione Meiji, lo status delle donne nella società giapponese ha subito anche una serie di cambiamenti. La tratta delle donne era limitata, le donne potevano chiedere il divorzio e ad entrambi i ragazzi e le ragazze veniva richiesto di ricevere un'istruzione elementare. Ulteriori cambiamenti nello status delle donne sono avvenute all'indomani della seconda guerra mondiale. Le donne hanno avuto il diritto di voto e una sezione della nuova costituzione elaborata nel 1946 è stata dedicata a garantire l'uguaglianza di genere.

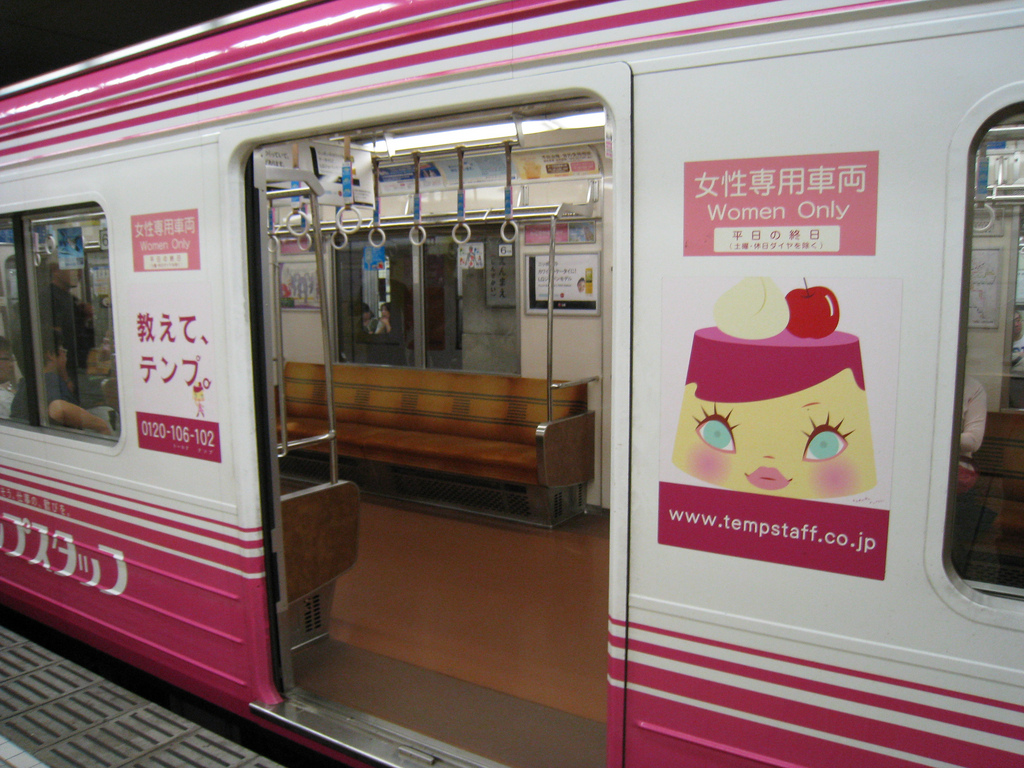
Un vagone per sole donne, per proteggerle da molestie sessuali da parte di passeggeri di sesso maschile.

Nel 1970, sulla scia dei movimenti contro la guerra del Vietnam, un nuovo movimento di liberazione delle donne chiamato ūman ribu (donna lib) emerse in Giappone dalla Nuova Sinistra e movimenti studenteschi radicali alla fine degli anni '60. Questo movimento era in sincronia con i movimenti femministi radicali negli Stati Uniti e altrove, catalizzando una rinascita dell'attivismo femminista negli anni '70 e oltre. Le attiviste hanno fatto una critica completa della natura dominata dagli uomini del Giappone moderno, sostenendo un cambiamento fondamentale del sistema politico-economico e della cultura della società. Ciò che li distingueva dai precedenti movimenti femministi era la loro enfasi sulla liberazione del sesso (性 の 解放sei no kaihō ). Non miravano all'uguaglianza con gli uomini, ma piuttosto al fatto che anche gli uomini dovrebbero essere liberati dagli aspetti oppressivi di un sistema patriarcale e capitalista.
Nel 1979, fu adottata dall'Assemblea Generale delle Nazioni Unite la Convenzione sull'eliminazione di ogni forma di discriminazione della donna. La convenzione è stata ratificata dal governo giapponese nel 1985. Nonostante questi cambiamenti, il Giappone ha ricevuto voti non soddisfacenti fino al 1986 nella Guida mondiale dei diritti umani Humana.

## Femministe giapponesi famose
- Takako Doi
- Fukuda Hideko
- Raichō Hiratsuka
- Fusae Ichikawa
- Shiori Itō
- Sugako Kanno
- Chizuko Ueno